# 林遼威
林 遼威（はやし ろい、2001年3月8日 - ）は、日本の元子役。

## 来歴・人物
東京都出身。活動時はテアトルアカデミー所属。『誘拐ラプソディー』にて、第20回日本映画批評家大賞 審査員特別演技賞を受賞。現在は俳優としての活動は確認できない。
特技はピアノ、ジャズダンス。英語が堪能である。

## 出演

### テレビドラマ
- 仮面ライダー電王（2007年、テレビ朝日） 第43話
- 大好き!五つ子Go3!!（2007年、TBS） - 西園寺大輝 役
- 大好き!五つ子2008（2008年、TBS） - 西園寺大輝 役
- 未来世紀シェイクスピア（2008年、関西テレビ） - 雷太（幼少期） 役
- 非婚同盟（2009年、東海テレビ） - 小幡震五郎（少年期） 役
- 松本清張ドラマスペシャル「顔」（2009年、NHK） - 石岡健一 役
- ハガネの女（2010年、テレビ朝日） - 会田優介 役
- 満福少女ドラゴネット（2010年8月7日、テレビ神奈川）
- 土曜ワイド劇場 100の資格を持つ女〜ふたりのバツイチ殺人捜査〜4（2010年8月28日、テレビ朝日） - 西郷誠 役
- 龍馬伝（2010年、NHK総合）
- ヤング ブラック・ジャック（2011年、日本テレビ）
- 金曜プレステージ「外科医 鳩村周五郎8」（2011年7月1日、フジテレビ） - 大島健太 役
- 土曜ワイド劇場 100の資格を持つ女〜ふたりのバツイチ殺人捜査〜5（2011年10月15日、テレビ朝日） - 西郷誠 役
- 土曜ドラマ 妖怪人間ベム（2011年10月22日、日本テレビ） - 夏目誠 役
- 新春ドラマスペシャル もう誘拐なんてしない（2012年1月3日、フジテレビ）
- ストロベリーナイト 第9 - 最終話（2012年3月6日 - 20日、フジテレビ） - 三島耕介（9歳）役
- 土曜ワイド劇場 広域警察3（2012年11月17日、朝日放送） - 磯村秀介 役
- 悪夢ちゃん 第7話（2012年11月24日、日本テレビ） - 村沢直也（少年期）役

### 映画
- クヒオ大佐（2009年、ショウゲート）
- 誘拐ラプソディー（2010年、角川映画） - 篠宮伝助 役
- 宇宙ショーへようこそ（2010年、アニプレックス） - 西村寛人 役
- 犬とあなたの物語 いぬのえいが（2011年） - 少年時代の一郎 役
- オーズ・電王・オールライダー レッツゴー仮面ライダー（2011年、東映） - シゲル 役
- 忍たま乱太郎（2011年、ワーナー・ブラザース映画） - 摂津のきり丸 役
- 逆転裁判（2012年、東宝） - 御剣怜侍（小学生時代）役
- 明日に架ける愛（2012年、ティ・ジョイ） - 幼い頃の子安 役
- ワーキング・ホリデー（2012年） - 神保進 役
- 忍たま乱太郎 夏休み宿題大作戦!の段（2013年） - 摂津のきり丸 役

### CM
- 冷しゃぶドレッシング（ハウス食品）
- 浅漬けの素（エバラ食品）
- 三ツ矢サイダー（アサヒ飲料）

### PV
- Rake 「フタリヒトツ」（2012年3月7日）